# Cédric Desbrosse
Cédric Desbrosse (Givors, 9 novembre 1971) è un ex rugbista a 15, allenatore di rugby a 15 e organizzatore di eventi francese, già tre quarti centro di Tolosa e Narbona.

## Biografia
Nella sua carriera professionistica vanta una militanza di 6 stagioni nel Tolosa, nel corso delle quali ha conseguito due titoli nazionali nel 1999 e nel 2001, più una finale persa nel 2003, e una Heineken Cup nel 2003, oltre a una finale europea persa l'anno successivo.
Professionista fino al 2007 nel Béziers, nel Narbona e nel Lione, concluse la carriera da dilettante nel Carcassonne nel 2008.
In Nazionale francese vanta due incontri: uno, contro la Namibia, nel corso della Coppa del Mondo di rugby 1999 in Galles, nel quale la Francia giunse fino al secondo posto finale, e l'altro contro l'Irlanda nel Sei Nazioni 2000.
È stato fino al 2011, insieme al collega Yann Delaigue l'amministratore di D&D Events, impresa con sede a Parigi dedita all'organizzazione di convegni, congressi ed eventi vari, di cui fu anche cofondatore.
Dal 2010 è il tecnico della squadra del Petite Terre di Mayotte, dipartimento francese d'Oltremare.

## Palmarès
- Campionati francesi: 2
Tolosa: 1998-99, 2000-01
- Heineken Cup: 1
Tolosa: 2002-03